# Hot Wheels

Hot Wheels è una linea di modellini di automobili, lanciata sul mercato nel 1968 dalla azienda di giocattoli statunitense Mattel. Fu la principale concorrente della Matchbox fino al 1996, anno in cui la Mattel acquisì la proprietaria del brand Tyco.

## Storia
Lanciata sul mercato il 7 settembre 1968, la linea di modellini Hot Wheels inizialmente comprendeva automobiline e camioncini in scala 1:64. In seguito furono prodotti anche modellini più grandi, benché la linea rimanesse principalmente famosa per i modellini di piccole dimensioni di vetture muscle car e hot rod. Nel corso degli anni sono stati prodotti circa diecimila modellini di automobili differenti. Larry Wood, primo direttore della divisione Hot Wheels della Mattel, in passato aveva lavorato come designer della General Motors.
Oltre ai modellini di automobili, spesso autorizzati dalle stesse case automobilistiche come la General Motors, la Ford, la Chrysler, la Ferrari (fino al 2014), la Mazda e la Toyota, per la linea di giocattoli Hot Wheels furono prodotte anche numerose piste, vari accessori e altri tipi di modellini, come le sizzlers, automobiline elettriche ricaricabili, i trenini Hot Line, le motociclette RRRumblers, gli aeroplani Hot Birds e le automobili antropomorfe Farbs.

## L’importazione
La Hot Wheels nei primi anni di commercializzazione ha venduto i suoi prodotti in Europa ed in altre parti del globo con nomi diversi: per esempio in Italia come Brucia Pista, in Germania come Heisse Räder e così via in Giappone ed altri paesi (traducendo, come si faceva una volta, il proprio nome nella lingua locale). In Italia inoltre, prima di prendere poi il nome originale, dal 1970 fino al 1981 le macchinine sono state vendute come Mebetoys Flying Colors. Quest'ultima è stata comprata dalla Mattel nei primi anni settanta con la commissione di creare una nuova linea di auto, le Gran Toros, più grandi rispetto ai classici modelli in scala 1:64. Andando avanti nel tempo però in quasi tutte le parti del mondo il marchio creato dalla Mattel si è diffuso totalmente diventando uno dei più famosi del mondo nel campo dei giocattoli.

## Modelli prodotti

### 1968
Sweet Sixteen
- Beatnik Bandit

- Custom Barracuda

- Custom Camaro
- Custom Corvette
- Custom Cougar
- Custom Eldorado
- Custom Firebird
- Custom Fleetside
- Custom Mustang
- Custom T-Bird
- Custom Volkswagen
- Deora
- Ford J-Car
- Hot Heap
- Python
- Silhouette

### 1969
1969 Hot Wheels
- Classic '31 Ford Woody
- Classic '32 Ford Vicky
- Classic '36 Ford Coupe
- Classic '57 T-Bird
- Custom AMX
- Custom Charger
- Custom Continental Mark III
- Custom Police Cruiser
- Maserati Mistral
- Mercedes-Benz 280SL
- Rolls-Royce Silver Shadow
- Splittin' Image
- Torero
- Turbofire
- Twin Mill

- Volkswagen Beach Bomb

1969 Grand Prix
- Brabham Repco F1
- Chaparral 2G
- Ford MK IV
- Indy Eagle
- Lola GT70
- Lotus Turbine
- McLaren M6A
- Shelby Turbine

### 1970
Club Kit
- Boss Hoss Silver Special
- Heavy Chevy Club Kit
- King 'Kuda Club Kit

Grand Prix
- Ferrari 312P
- Porsche 917

Heavyweights
- Ambulance (1970)
- Cement Mixer
- Dump Truck
- Fire Engine
- Moving Van
- Tow Truck

Hot Wheels
- Carabo
- Classic Nomad
- The Demon
- Fire Chief Cruiser
- Jack Rabbit Special
- Mantis
- Mighty Maverick
- Mod Quad
- Paddy Wagon
- Peepin' Bomb
- Power Pad
- Red Baron
- Sand Crab
- Seasider
- Swingin' Wing
- Snake
- Mongoose
- Tri Baby
- Whip Creamer

Sky Show Set Only
- Sky Show Deora
- Sky Show Fleetside

Spoilers
- Heavy Chevy
- King 'Kuda
- Light My Firebird
- Nitty Gritty Kitty

Hot Wheels Series
- AMX/2
- Bugeye
- Bye-Focal
- Classic Cord
- Cockney Cab
- Crew Car
- Grass Hopper
- Hairy Hauler
- The Hood
- Ice 'T'
- Jet Threat
- Mutt Mobile
- Noodle Head
- Olds 442
- Rocket Bye Baby
- Short Order
- Six Shooter
- Special Delivery
- Strip Teaser
- T-4-2
- What-4

Heavyweights
- Fuel Tanker
- Racer Rig
- S'Cool Bus
- Scooper
- Snorkel
- Team Trailer
- Waste Wagon

Mongoose vs Snake
- Mongoose II
- Snake II
- Mongoose Rail Dragster
- Snake Rail Dragster

Spoilers
- Boss Hoss
- Evil Weevil
- Sugar Caddy

### 1972
- Ferrari 512S
- Funny Money
- Mercedes-Benz C-111
- Open Fire
- Rear Engine Mongoose
- Rear Engine Snake
- Side Kick

### 1973
Hot Wheels Series
- Alive '55
- Buzz Off
- Double Header
- Double Vision
- Dune Daddy (1973)
- Ferrari 312P (1973)
- Hiway Robber
- Ice 'T'
- Mercedes-Benz C-111
- Mercedes-Benz 280SL (1973)
- Mongoose II (1973)
- Odd Job
- Police Cruiser
- Porsche 917 (1973)
- Prowler (1973)
- Sand Witch
- Show-Off
- Snake II (1973)
- Superfine Turbine
- Sweet 16
- Xploder
- Street Snorter

- Red Baron
- Paddy Wagon

Shell Promo
- Ferrari 512P
- Rocket Bye Baby
- Strip Teaser
- Splittin' Image (1973)
- Swingin' Wing
- Twin Mill
- Jet Threat

- Peepin' Bomb
- Short Order
- Bugeye

## Serie televisive e film
Sono state prodotte 5 serie televisive con protagoniste le automobili Hot Wheels e ne è stato fatto anche un film
- Hot Wheels
- Hot Wheels World Race
- Hot Wheels Acceleracers
- Hot Wheels Battle Force 5
- Hot Wheels Battle Force 5: Fused

## Videogiochi
Sono stati realizzati finora 15 videogiochi con protagonisti i modellini della Hot Wheels.
- Planet Hot Wheels
- Hot Wheels Mechanix
- Hot Wheels Stunt Track Driver
- Hot Wheels Turbo Racing
- Hot Wheels: Crash!
- Hot Wheels Extreme Crash
- Hot Wheels Velocity X
- Hot Wheels World Race
- Hot Wheels Stunt Track Challenge
- Hot Wheels Ultimate Racing
- Hot Wheels Beat That!
- Hot Wheels Battle Force 5
- Hot Wheels Track Attack
- Hot Wheels: World's Best Driver
- Hot Wheels Unleashed
- Hot Wheels Unleashed 2: Turbocharged

Dal 2016 è presente un’espansione dedicata alle Hot Weels nel videogioco Forza Horizon 3. 
Inoltre la Mattel ha concesso l'uso del brand a Gameloft per la creazione di un evento temporaneo nel 2017 all'interno di Asphalt 8.

## Auto reali
Alcuni dei modelli più famosi di Hot Wheels sono stati riprodotti in scala naturale, e funzionanti come vere auto. I modelli in questione sono:
- Twin Mill
- Twin Mill II (1976)
- Deora
- Deora II
- Red Baron
- Boneshaker
- Impavido 1

## Collezionismo
Intorno alle Hot Wheels, nel corso degli ultimi anni si è concentrato particolarmente il mondo del collezionismo, al punto che nel 2001 la stessa Mattel ha inaugurato il sito HotWheelsCollectors.com. Il modellino Hot Wheels pagato di più è stata una riproduzione di un Volkswagen Beach Bomb del 1968, venduta nel 2000 al prezzo di 72.000 dollari.